# Åkermanite
L'åkermanite è un minerale appartenente al gruppo della melilite.